# 샌디에이고 파드리스
샌디에이고 파드리스(영어: San Diego Padres)는 미국 캘리포니아주 샌디에이고를 연고지로 하는 프로 야구 팀이다. 메이저 리그 내셔널 리그 서부 지구 소속이다. 1969년 창단된 뒤 1984년과 1998년 두 번의 내셔널 리그 우승을 이뤘지만, 월드 시리즈에서는 모두 패하고 말았다.

## 프랜차이즈 역사

### 1970년 이전
파드리스는 1936년 샌디에이고로 온 후, 구단 이름을 퍼시픽 코스트 리그 팀에서 가져왔다. 마이너 리그 팀은 1937년 퍼시픽 코스트 리그 우승 타이틀을 얻었는 데, 당시 18살의 샌디에이고 출신의 테드 윌리엄스가 팀을 이끌었다. 팀 이름 '파드리스'는 스페인어로 '신부'(神父)를 뜻하는데, 1769년 샌디에이고에 처음으로 스페인의 프란시스코 수도회를 설립한 것을 기념한 것이다.

### 1970년대
창단 후 단 한번도 3할 승률을 벗어나지 못했고 1974년 60승 102패라는 처참한 성적을 남기자 한때 워싱턴 이전설이 있었지만 새 구단주 레이 크록에 의해 인수되어 그대로 남았는데 워싱턴 이전설 당시 '팬더스' '스타즈'가 팀명 물망에 오르기도 했으며 1978년부터 1990년까지 야쿠르트와 합동훈련(애리조나주 유마)을 치뤘는데 이 기록(13년 연속)은 미국 프로야구 팀과 일본 프로야구 팀 사이의 합동훈련 연속 최고 기록으로 남아 있다.

### 1984년
1984년 시즌은 충격적인 일로 시작됐는데, 구단주 레이 크록이 1월 14일 심장병으로 사망했다. 구단의 소유권은 레이의 세 번째 부인인 조앤 크록으로 넘어갔다. 파드리스 팀은 레이의 이니셜인 'RAK'를 유니폼 왼쪽 소매에 새기고 1984년 시즌을 소화했다. 이 유니폼 패치는 85년과 86년까지 계속됐다.
다행히도 정규 시즌에 들어가서는 좋은 일들이 많았다. 1984년 시즌을 92승 70패로 마감하면서 내셔널 리그 서부지구 우승을 차지했는데, 100타점 이상 기록한 타자도 없었고 20홈런 이상을 친 타자도 두 명에 불과했다. 딕 윌리엄스 감독이 팀을 잘 운영했고, 타선에서는 베테랑 스티브 가비, 게리 탬플턴, 그렉 네틀스, 알란 위긴스가 있었고 훗날 명예의 전당에 헌액되는 토니 그윈이 있었다. 토니 그윈은 1984년 시즌에 처음으로 내셔널 리그 타격왕 타이틀을 획득했는데 이후에도 7번의 타격왕 타이틀을 더 따내게 된다. 8번의 내셔널 리그 타격왕 기록은 호너스 와그너의 기록과 타이 기록이다.

### 1998년
창단 두번째로 월드시리즈에 진출하였다.

## 역대 주요 선수
- 토니 그윈 : 외야수, 명예의 전당 헌액
- 트레버 호프만 : 마무리 투수, 명예의 전당 헌액, NL 최고의 마무리투수에게 매년주어지는 상을 트레버 호프만의 업적을 기려 " 호프만 상 " 이라고 지정
- 켄 캐미니티 : 3루수
- 크리스 옥스프링 : 투수
- 매니 마차도 : 3루수,유격수

## 영구 결번
- #6 스티브 가비
- #19 토니 그윈
- #31 데이브 윈필드
- #35 랜디 존스
- #42 재키 로빈슨(전 구단 공통)
- #51 트레버 호프먼

## 역대 한국인 선수
(파드리스 시절 등번호, 포지션, 파드리스에서 소속이던 시즌)
- 박찬호 - 61번, 투수, 2005년~2006년
- 류제국 - 2009년
- 나경민 - 2012년~2013년
- 김하성 - 7번 , 내야수, 2021년~2024년
- 고우석 - 21번 , 투수, 2024년